# Saint-Amand-sur-Fion
Saint-Amand-sur-Fion är en kommun i departementet Marne i regionen Grand Est (tidigare regionen Champagne-Ardenne) i nordöstra Frankrike. Kommunen ligger i kantonen Vitry-le-François-Est som tillhör arrondissementet Vitry-le-François. År 2022 hade Saint-Amand-sur-Fion 1 018 invånare.

## Befolkningsutveckling
Antalet invånare i kommunen Saint-Amand-sur-Fion
| Referens: INSEE |